# Departamento de Collón-Curá
Departamento de Collón-Curá är en kommun i Argentina.   Den ligger i provinsen Neuquén, i den sydvästra delen av landet, 1 200 km sydväst om huvudstaden Buenos Aires. Antalet invånare är 4 395. Arean är 5 730 kvadratkilometer.
Terrängen i Departamento de Collón-Curá är huvudsakligen kuperad.
Omgivningarna runt Departamento de Collón-Curá är i huvudsak ett öppet busklandskap. Trakten runt Departamento de Collón-Curá är nära nog obefolkad, med mindre än två invånare per kvadratkilometer.